# Gianmarco Soresi
Gianmarco Vincent Soresi (Potomac, 20 agosto 1988) è un comico e attore statunitense, noto per i suoi spettacoli di stand-up comedy.

## Biografia
Nasce nel 1988 a Potomac, nell'area metropolitana di Washington, figlio di Vincent Soresi, italoamericano, e Irene Koegel, ebrea. I suoi genitori divorziarono quando lui aveva pochi giorni. Ha descritto suo padre come un genitore permissivo, che gli lasciava molta libertà da piccolo, mentre sua madre gli offriva una casa più strutturata ma senza amore. Ha frequentato la Georgetown Day School, e nel 2011 ha conseguito una laurea in belle arti teatrali presso l'Università di Miami. Si descrive come culturalmente ebreo, ma religiosamente ateo.

## Carriera

### Stand-up comedy
Dopo aver completato gli studi universitari, Soresi si è trasferito a New York per dedicarsi a tempo pieno alla commedia e alla recitazione. Nel 2020 realizza il suo primo speciale televisivo, Shelf Life, che ha spinto il programma Pop Culture Happy Hour della NPR a definirlo "una voce comica distintiva... che dà voce alla nostra ansia collettiva". Nel 2022, partecipa allo spettacolo "New Faces" all'interno del festival Just for Laughs di Montréal, presentato da Pete Holmes, che lo ha definito "uno dei comici più divertenti al mondo".
Il 22 novembre 2022 ha fatto il suo debutto in ultima serata presenziando al Late Late Show di James Corden. Fra il 2022 e il 2023 è stato impegnato nel tour Leaning In, che ha toccato 15 stati federali degli Stati Uniti, nonché Italia, Regno Unito, Francia, Germania e Paesi Bassi.

### Podcast
Oltre agli spettacoli dal vivo, Soresi è anche presentatore di The Downside with Gianmarco Soresi, un podcast comico al quale hanno partecipato una schiera eterogenea di ospiti.

## Filmografia

### Cinema
- Get Happy!, regia di Manoj Annadurai (2015)
- Casanova Was a Woman, regia di Kevin Arbouet (2016)
- Accomodations, regia di Amy Miller Gross (2018)
- The Social Ones, regia di Laura Kosann (2019)
- Le ragazze di Wall Street - Business Is Business, regia di Lorene Scafaria (2019)
- Stai con me oggi?, regia di Billy Crystal (2021)

### Televisione
- 2nd Avenue – serie TV, 3 episodi (2013-2014)
- Blue Bloods – serie TV, 3 episodi (2013-2015)
- Stalked: Someone's Watching – serie TV, episodio 4x07 (2014)
- An Actor Unprepared – serie TV, 2 episodi (2014)
- Small Miracles – serie TV, 2 episodi (2014)
- My Crazy Love – serie TV, episodio 1x10 (2015)
- Riding the D with Dr. Seeds – serie TV, episodio 1x01 (2015)
- Deuce Police – serie TV, 3 episodi (2015)
- What Would You Do? – documentario, episodio 10x04 (2015)
- Hack My Life – serie TV, episodio 2x01 (2015)
- The Queens Proejct – serie TV, episodio 1x04 (2015)
- A Crime to Remember– serie TV, episodio 3x04 (2015)
- Bro Brunches – serie TV, 5 episodi (2015)
- Unforgettable – serie TV, episodio 4x08 (2016)
- I Love You... But I Lied – serie TV, episodio 3x06 (2016)
- How to Be a Startup in 21 Days – serie TV, episodio 1x04 (2016)
- Matza Pizza – serie TV, 16 episodi (2016-2017)
- Cruel Children – serie TV, 4 episodi (2016-2019)
- The Last O.G. – serie TV, episodio pilota  (2018)
- Deception – serie TV, episodio 1x06 (2018)
- Bonding – serie TV, 3 episodi (2018)
- We the Internet TV – serie TV, 2 episodi (2018-2020)
- Little Voice – serie TV, episodio 1x02 (2020)
- Karate Tortoise – serie TV, episodio 1x02 (2020)

## Doppiatori italiani
Nelle versioni in italiano delle opere in cui ha recitato, Gianmarco Soresi è stato doppiato da:
- Luca Ciarciaglini in Blue Bloods